# Robert Collier
Robert Collier (Saint Louis, 19 aprile 1885 – 9 gennaio 1950) è stato un saggista statunitense esponente del New Thought, autore di vari manuali di auto-aiuto.

## L'autore
Durante la sua carriera Collier ha scritto a proposito di vari temi afferenti al New Thought, come la psicologia pratica dell'abbondanza, la visualizzazione creativa, il desiderio, la fede e lo sviluppo delle proprie potenzialità. La sua opera di maggior successo, The Secret of the Ages, vendette oltre 300 000 copie già durante la sua vita.
La casa editrice di Collier, la Robert Collier Publications Inc. , è ancora oggi attiva, mandata avanti dopo la sua morte grazie all'impegno della moglie e, in seguito, dei nipoti e bisnipoti.
Le opere di Collier, rimaste in circolazione negli anni presso il pubblico interessato al New Thought e all'auto-aiuto, hanno vissuto una nuova ondata di popolarità in seguito al successo del film e del libro The Secret, nei quali sono riportate citazioni dalle opere dell'autore.

## Opere di Robert Collier
- The God in You
- The Magic Word
- The Secret of the Ages
- The Secret Power
- Riches Within Your Reach: The Law of The Higher Potential
- Be Rich! The Science of Getting What You Want''
- The Robert Collier Letter Book (1931)

## Il Robert Collier Letter Book

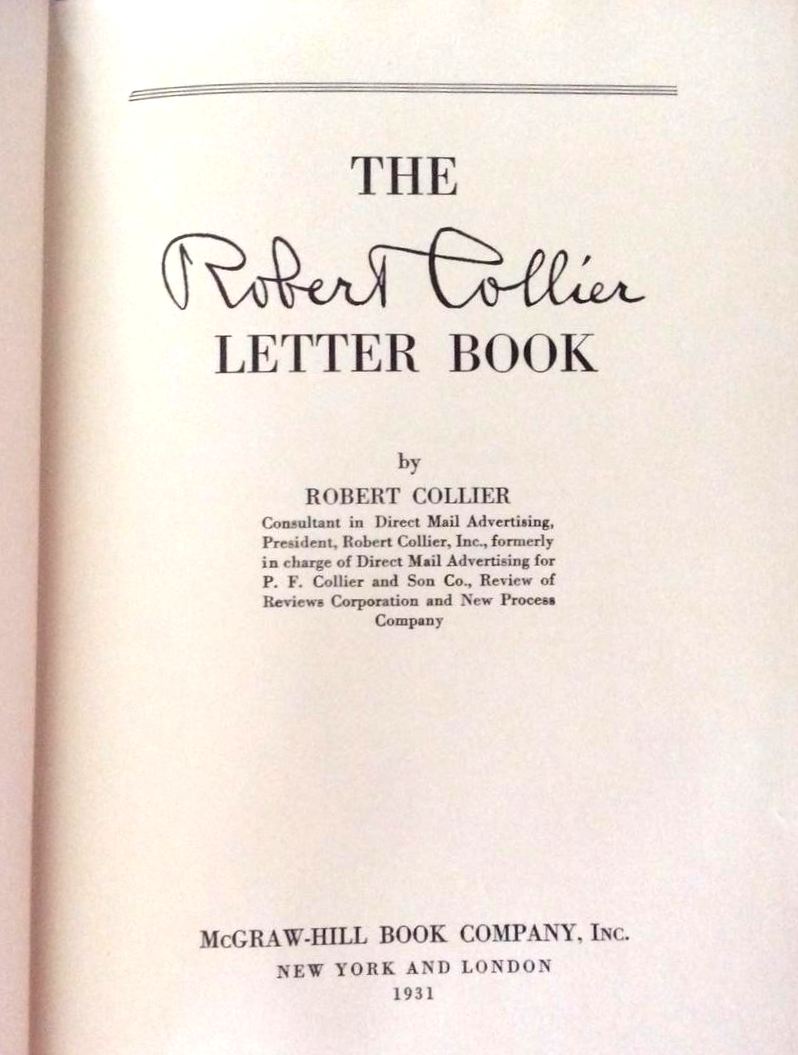
Il frontespizio della prima edizione del Robert Collier Letter Book, del 1931

Robert Collier è considerato una figura di rilievo nel campo del copywriting, ovvero della scrittura persuasiva finalizzata a persuadere il lettore ad agire, solitamente attraverso l'acquisto di un prodotto o il completamento di un'azione. 
Collier è diventato famoso soprattutto per il suo libro The Robert Collier Letter Book, pubblicato per la prima volta nel 1931 e considerato una guida indispensabile per gli aspiranti copywriter. Il libro  è una raccolta di consigli pratici e tecniche di scrittura persuasiva per vendere prodotti e servizi attraverso le lettere di vendita, noto anche come "sales letter". Uno dei tanti motivi per cui questo volume è diventato famoso fra i copywriter ed i marketer a risposta diretta di mezzo modo, consiste inoltre nel fatto che questo libro includa in se anche una lunga serie di esempi di testo già utilizzati con successo da Robert Collier per le aziende che lo assoldavano come copywriter.
Questo testo è ampiamente citato in diversi manuali di marketing e copywriting, così come da diversi leader del settore come Jay Abraham, Dan Kennedy, Gary Halbert.
La prima versione italiana è stata pubblicata nella traduzione di Giò Fumagalli nel 2022, per Ibex Edizioni.

## Opere di Robert Collier tradotte in Italiano
• Il Robert Collier Letter Book, traduzione a cura di Giò Fumagalli, IBEX Edizioni, 2022, ISBN  979-8841484509
• Il Segreto delle Ere: la scienza del Successo, a cura di David De Angelis, ePubMATIC, 2014, ISBN 978-8829563470